# لاتوکارتانو
لاتوکارْتانو (به فنلاندی: Viikki) یک منطقهٔ مسکونی در فنلاند است که در هلسینکی واقع شده‌است. لاتوکارتانو ۸٫۰۵ کیلومتر مربع مساحت و ۵٬۴۹۴ نفر جمعیت دارد.